# Malin Selander
Malin Selander, född 7 april 1922, död 15 april 2013, var en svensk vävlärare, mönsterskapare och fackboksförfattare.

## Biografi
Då fadern dog när Malin var liten kom modern, Daga, att stå ensam med fyra barn att försörja. Vävningen blev Malin Selanders liv och den stora utställningen 2008 på Örebro läns museum fick också namnet "Att väva är livet" då hennes tyger, kläder och textilier visades upp för en bred allmänhet.
Efter utbildning på Nordenfeldtska vävseminariet i Göteborg  anställdes hon på Örebro läns slöjdförening 1945 som ambulerande vävlärare och kom sedan att bli Örebro trogen till sin död. Verksamheten övergick i annan regi först till landstinget och sedan till Örebro kommun som drev Örebro vävskola, etablerad av Nina von Engeström 1899.
1945-1950 höll hon sommarkurser i vävning på Tärna folkhögskola i Västmanland och hon arbetade också på Sätergläntan i Dalarna. 
Malin Selander är känd för sina många böcker med mönsterbeskrivningar till tyger. Hennes bok "Vävmönster" som gavs ut 1954 och trycktes i en upplaga till, blev snabbt spridd för dess nytänkande i val av färger, material och teknik. Alla vävnader var avsedda att kunna användas nästintill direkt från vävstolen. Att sätta saxen i vävda tyger var inte populärt hos Malin Selander. 
På 1960-talet verkade hon i Kanada efter inbjudan från Banff School of Fine Arts som vävlärare. Det var under den tidsperioden hon gav ut sin bokserie "Swedish Swatches" med riktiga tygprover till mönstren. Serien kom 1990 i en sammanfattning "Vävar med färg" med ett 60-tal av mönstren, men då utan tygprover. 
1970 arbetade hon på uppdrag av FN med utbildning av vävare i Iran. Decenniet efter kom hon att göra stora arbeten i Tokyo då översattes flera av hennes böcker till japanska. 
Året innan Malin Selander dog skänkte hon hela sin klädsamling till Örebro läns museum som efter dödsfallet också fick överta en stor del av hennes provvävar, skisser och arbetsmaterial med otaliga fackteckningar.